# متعددة حدود متجانسة
في الرياضيات، متعددة حدود متجانسة هي متعددة حدود لجميع حدودها غير المنعدمة نفس الدرجة. على سبيل المثال، {\displaystyle x^{5}+2x^{3}y^{2}+9xy^{4}} هي متعددة حدود متجانسة درجتها 5 بمتغيرين اثنين؛ مجموع أسي المتغيرين x و y هو دائما 5. متعددة الحدود {\displaystyle x^{3}+3x^{2}y+z^{7}} غير متجانسة لأن أُس الحد الثالث يساوي 7 وهو لا يساوي أس الحد الأول (المساوي ل 3). شكل جبري هو اسم ثان لمتعددات الحدود المتجانسة. شكل جبري ثنائي هو شكل جبري بمتغيرين اثنين.